# Фонтен ле Рибу
Фонтен ле Рибу (фр. Fontaine-les-Ribouts) насеље је и општина у централној Француској у региону Центар (регион), у департману Ер и Лоар која припада префектури Дре.
По подацима из 2011. године у општини је живело 233 становника, а густина насељености је износила 32,72 становника/km². Општина се простире на површини од 7,12 km². Налази се на средњој надморској висини од  метара (максималној 174 m, а минималној 120 m).

## Демографија
| 1962. | 1968. | 1975. | 1982. | 1990. | 1999. | 2011. |
| ----- | ----- | ----- | ----- | ----- | ----- | ----- |
| 76    | 122   | 150   | 142   | 201   | 209   | 233   |

График промене броја становника у току последњих година